# 1600
1600 (MDC) byl přestupný rok, který dle gregoriánského kalendáře započal sobotou (podle juliánského kalendáře začal  v úterý) a byl přestupný.

## Události
- 1. ledna – Skotsko přijalo 1. leden jako začátek nového roku.
- 24. ledna – Holandský mořeplavec Sebald de Weert objevil část Falklandských ostrovů.
- únor – Na zámku Benátky nad Jizerou se sešli astronomové Tycho Brahe a Johannes Kepler.
- 17. února – V Římě byla jako kacíř upálen astronom Giordano Bruno.
- 19. února – Vybuchla jihoamerická sopka Huaynaputina. Po největší erupci v jihoamerické historii nastalo ve světě ochlazení a neúroda.
- 2. července – Mořic Oranžský v rámci anglo-španělské války zvítězil v bitvě u Nieuwpoortu nad španělskou armádou.
- 8. října – San Marino přijalo psanou ústavu.
- 21. října – V bitvě u Sekigahary v Japonsku zvítězil Iejasu Tokugawa nad Micunari Išidou a nastal přechod do období Edo, trvající do roku 1867.
- 31. prosince – Anglická královna Alžběta I. vydala zakládající chartu Britské Východoindické společnosti.

### Probíhající události
- 1568–1648 – Nizozemská revoluce
- 1568–1648 – Osmdesátiletá válka
- 1585–1604 – Anglo-španělská válka
- 1590–1600 – Povstání Jang Jing-lunga
- 1593–1606 – Dlouhá turecká válka
- 1600–1611 – Polsko-švédská válka

## Vědy a umění
- 6. října – Premiéra nejstarší dochované opery Euridice od Jacopa Peri, který sám zpíval roli Orfea
- 1600–1700 pokusy nahradit ve sklárnách dřevěné uhlí kamenným, zvyšování výkonu vodních mlýnů až na 15 kW

## Narození

### Česko
- 06. ledna – Jan Špork, generál jezdectva habsburských vojsk († 6. srpna 1679)
- 18. února – Vilém Albrecht I. Krakovský z Kolovrat, šlechtic, politik a mecenáš († 18. února 1688)
- 30. června – Adam Michna z Otradovic, spisovatel, skladatel a varhaník († 16. října 1676)
- 25. září – Zuzana Černínová z Harasova, šlechtična († 22. února 1654)
- neznámé datum
  - Michael Tamasfi, jezuitský teolog, rektor olomoucké univerzity († 19. března 1662)

### Svět

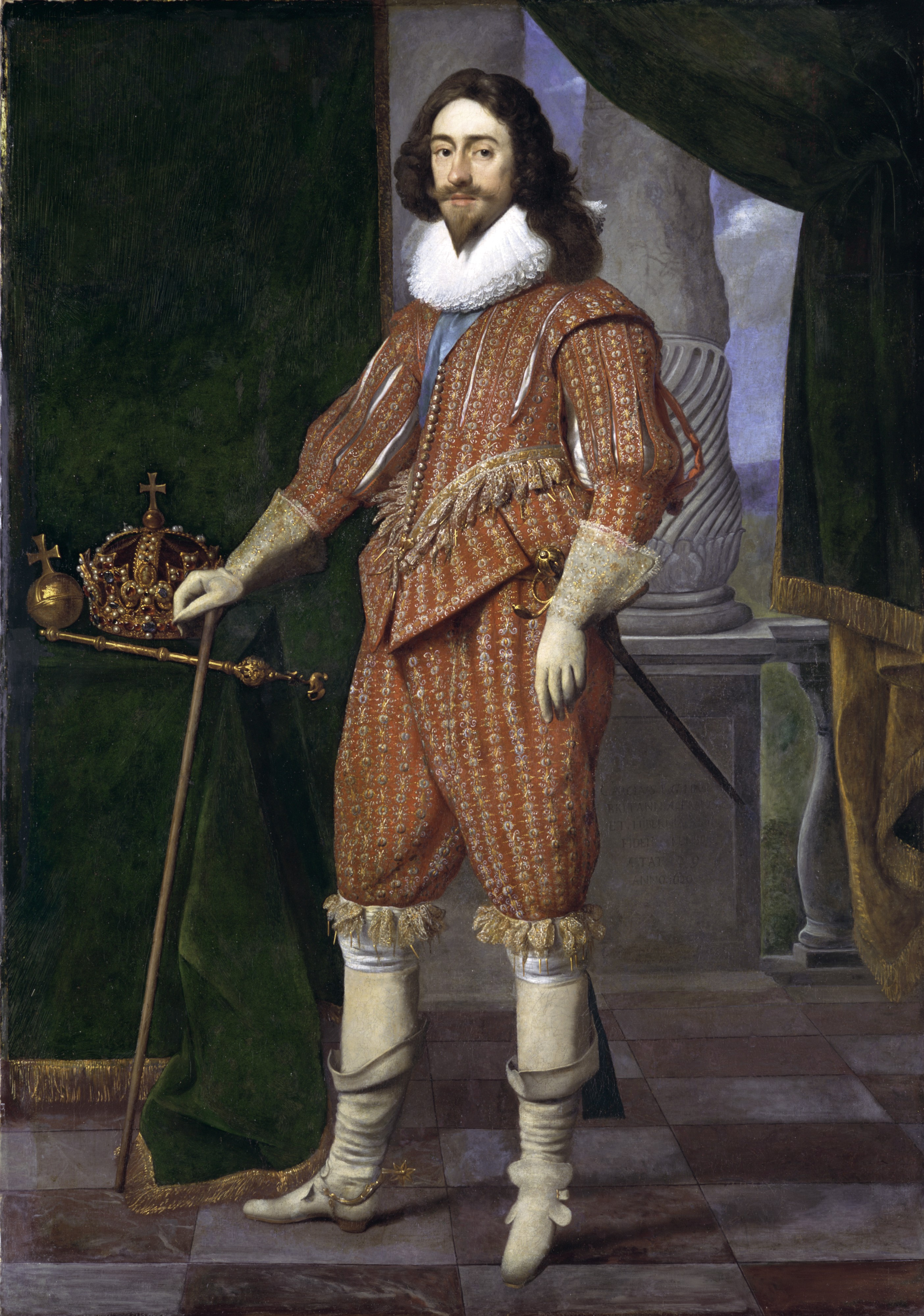
Karel I. Stuart (* 19. listopadu)

- 01. ledna – Friedrich Spanheim, německý teolog († 14. května 1649)
- 17. ledna – Pedro Calderón de la Barca, španělský dramatik a básník († 25. května 1681)
- 28. ledna – Klement IX., papež († 9. prosince 1669)
- 19. března – Anders Bille, dánský důstojník velící celému vojsku Dánska († 10. nebo 11. listopadu 1657)
- 21. června – Godefridus Henschenius, belgický jezuitský historik a hagiograf († 12. září 1682)
- 07. srpna – Eleonora Marie Anhaltsko-Bernburská, německá šlechtična († 17. července 1657)
- 05. září – pokřtěn Loreto Vittori, italský zpěvák-kastrát, básník a hudební skladatel († 23. dubna 1670)
- 19. listopadu – Karel I. Stuart, anglický král († 30. ledna 1649)
- neznámé datum
  - Gioacchino Greco, italský šachista († 1634)
  - Claude Lorrain, francouzský malíř († 23. listopadu 1682)
  - Girolamo Fantini, italský trumpetista a hudební skladatel († 1675)
  - Miantonomo, náčelník severoamerického indiánského kmene Narragansettů († 1643)
  - Giovanni Felice Sances, italský hudební skladatel († 24. listopadu 1679)
  - Giovanni Battista Seni, italský astrolog a lékař († 1656)
  - Anne de Montalais, francouzská šlechtična († 1672)
  - Giovanni Battista Alouisi, italský barokní hudební skladatel († 20. března 1665)
  - Gabriel de Rochechouart de Mortemart, francouzský šlechtic a otec milenky krále Ludvíka XIV., Madame de Montespan († 26. prosince 1675)

## Úmrtí

### Česko
- 17. ledna – Jáchym Novohradský z Kolovrat, šlechtic (* 1530)
- 23. března – Jan Jeřábek z Mořkova, šlechtic (* ?)
- 01. září – Tadeáš Hájek z Hájku, astronom a osobní lékař císaře Rudolfa II., (* 1. prosince 1525)
- 22. června – Samuel Fischer, farář a superintendent a vysokoškolský profesor (* 25. listopadu 1547)
- 22. října – Jan Efraim, biskup Jednoty bratrské a překladatel Bible kralické (* ?)
- neznámé datum
  - Jindřich Pouzar z Michnic, šlechtic a rytíř (* ?)

### Svět

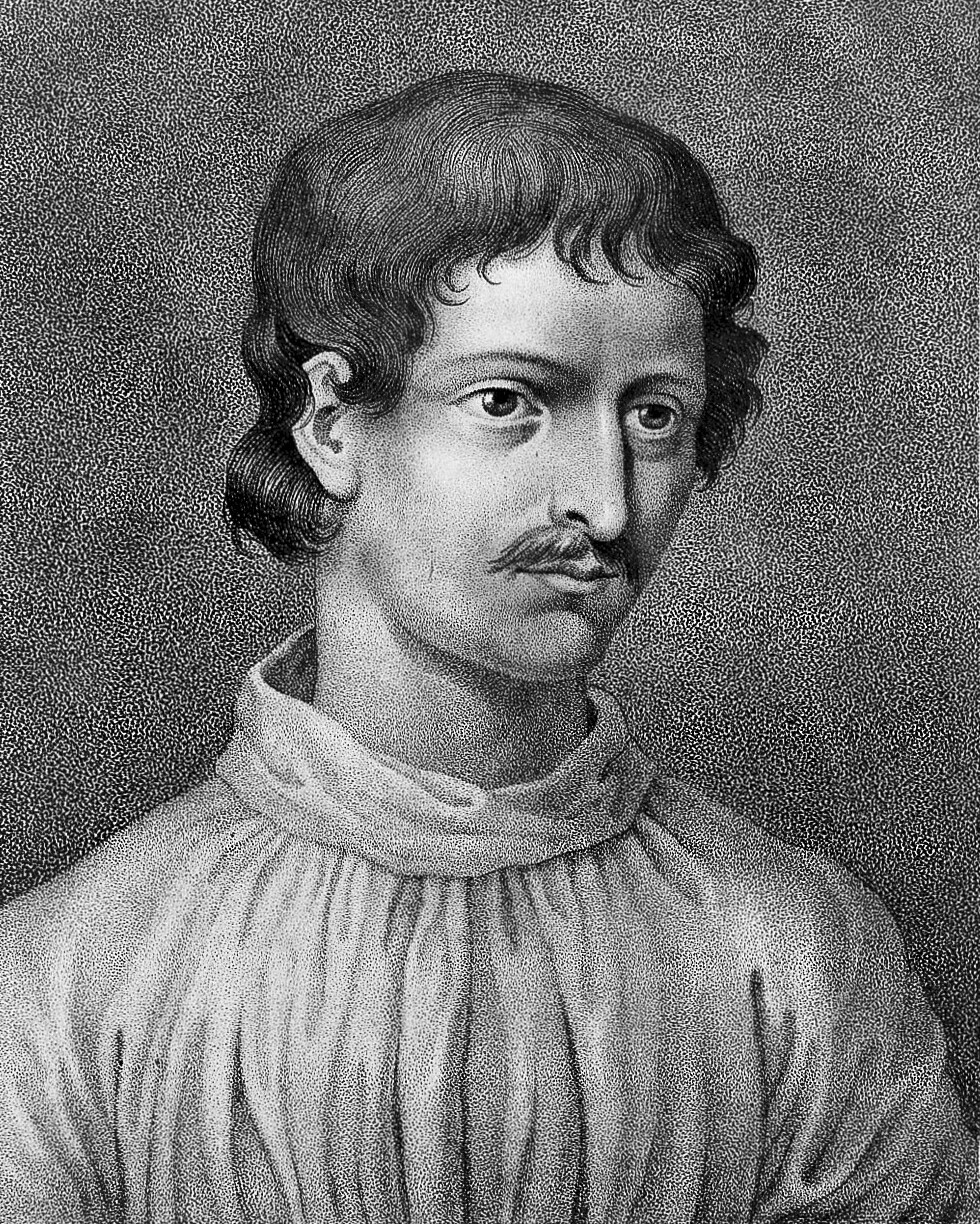
Giordano Bruno († 17. února)

- 15. února – José de Acosta, španělský historik, přírodovědec a jezuita (* 1539)
- 17. února – Giordano Bruno, italský astronom a filozof (* 1548)
- 16. března – Johann Major, německý evangelický teolog, humanista a básník (* 2. ledna 1533)
- 23. dubna – Mikuláš Pálfy, uherský politik a diplomat (* 10. září 1552)
- 06. května – Pavel Albert, biskup vratislavský a kníže niský (* 1557)
- 30. června – Severín Škultéty, slovenský evangelický kněz, pedagog, náboženský spisovatel (* 1550)
- 29. července – Adolf ze Schwarzenbergu, rakouský šlechtic (* 1551)
- 25. srpna – Gracia Hosokawa, japonská samurajka (* 1563)
- 09. září (nebo 24. června 1601) – Joris Hoefnagel, vlámský malíř (* 1542)
- 20. září – Melchior z Redernu, rakouský šlechtic (* 6. ledna 1555)
- 12. října – Luis de Molina, španělský jezuitský teolog (* 29. září 1535)
- 16. října – Mikuláš Reimarus Ursus, matematik a astronom na dvoře Rudolfa II. (* 2. února 1551)
- 21. října – Jošicugu Ótani, japonský samuraj (* 1558)
- 06. listopadu
  - Ekei Ankokudži, daimjó (* 1539)
  - Micunari Išida, popraven (* 1559)
- 12. listopadu – Ondřej Rakouský, syn arcivévody Ferdinanda, kardinál a biskup kostnický (* 15. června 1558)
- neznámé datum
  - Heinrich Bocksberger, rakouský renesanční malíř (* ? 1543)
  - Jean Nicot, francouzský diplomat, učenec a obchodník s tabákem (* 1530)
  - Canfeda Hatun, dvorní dáma osmanského sultána Murada III. (* ?)
  - Jüan Cung-tao, čínský literární kritik a básník mingského období (* 1560)

## Hlavy států
- Anglie – Alžběta I. (1558–1603)
- Francie – Jindřich IV. (1589–1610)
- Habsburská monarchie – Rudolf II. (1576–1612)
- Osmanská říše – Mehmed III. (1595–1603)
- Polsko-litevská unie – Zikmund III. Vasa (1587–1632)
- Rusko – Boris Godunov (1598–1605)
- Španělsko – Filip III. (1598–1621)
- Švédsko – Karel IX. (1599–1611)
- Papež – Klement VIII. (1592–1605)
- Perská říše – Abbás I. Veliký